# Schloss Gärtringen

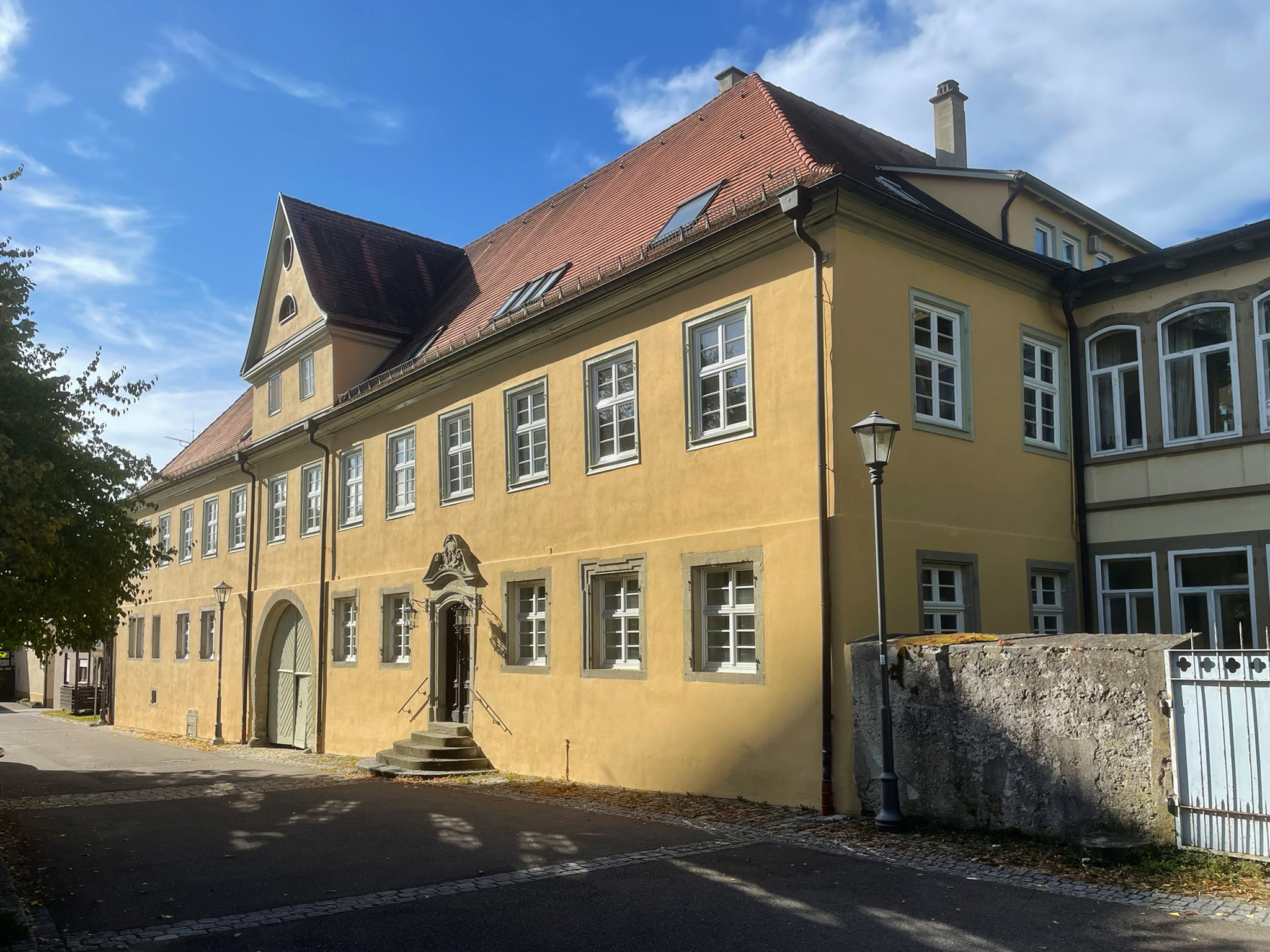
Ansicht von Schloss Gärtringen, errichtet in der heutigen Form 1728, aus nordöstlicher Richtung. Ort: Gärtringen im Landkreis Böblingen, Baden-Württemberg

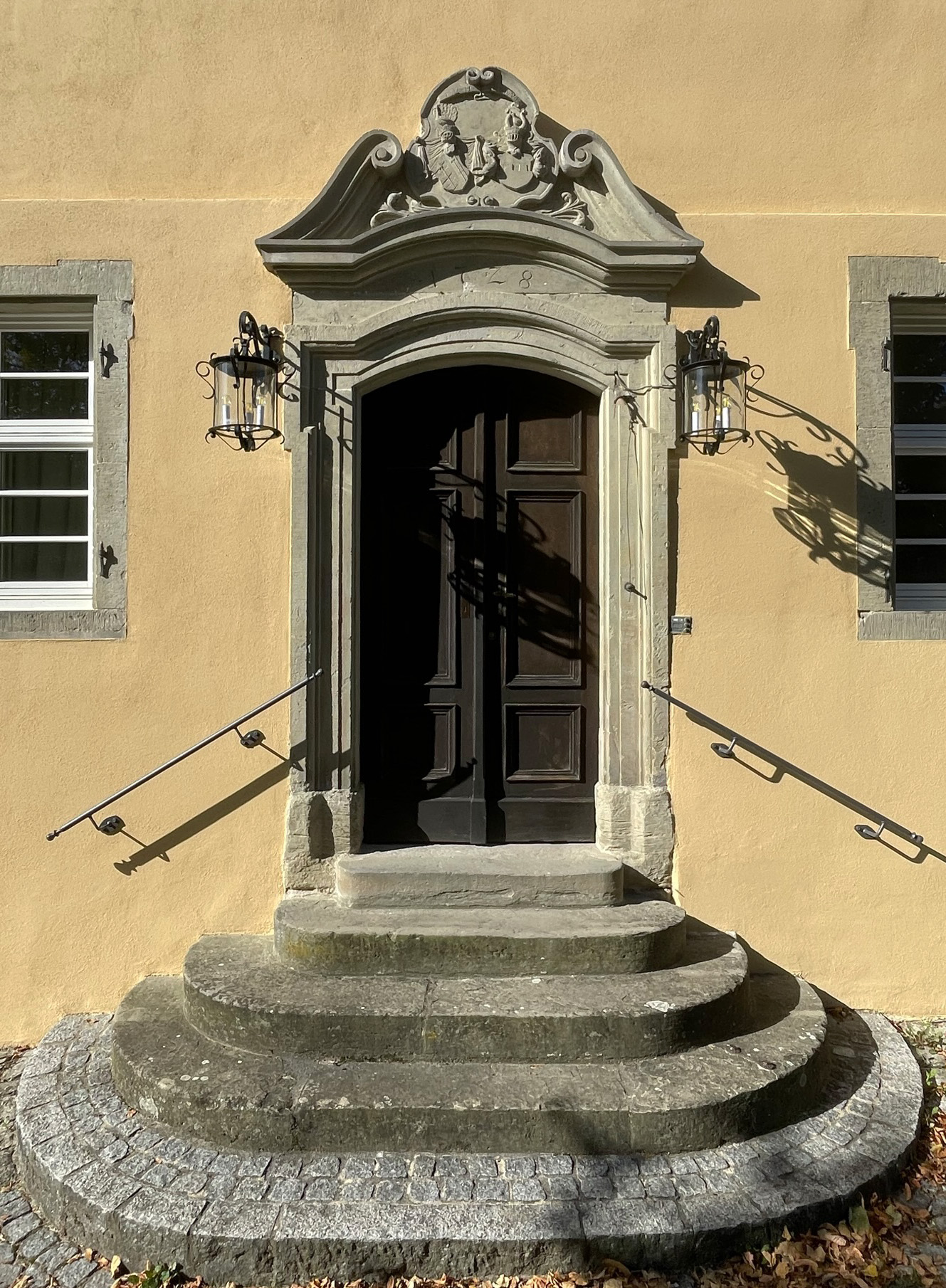
Eingangsportal von 1728, geschaffen von dem Bildhauer Marx Hepp, mit den Allianzwappen von Johann Hiller von Gaertringen (1687–1756) und seiner Ehefrau Anna Maria Sophie, geb. von Preysing (1696–1755)

Schloss Gärtringen ist ein Schloss in Gärtringen im Landkreis Böblingen in Baden-Württemberg.

## Beschreibung
Das Schloss ist ein langer Bau in der Nähe der Veitskirche. Der verputzte Bau besteht aus einem massiven Erdgeschoss, einem Obergeschoss aus Fachwerk sowie einem Walmdach mit Giebelhaus. Zum Gelände des Schlosses gehört ein Hof, der vom Schlossgebäude und zwei Scheunen eingefasst wird. Gegenüber der Straße befindet sich ein ummauerter Schlossgarten mit Resten der Gartenanlage des 18. Jahrhunderts.

## Geschichte
Im 16. und 17. Jahrhundert existierten zwei herrschaftliche freiadelige Häuser in Gärtringen, eines im heutigen unteren Schlossgarten und eines an Stelle des heutigen Schlosses. Über deren Aussehen ist nichts bekannt. Jedoch kam der Ort nach mehreren Besitzerwechseln an die Familie Hiller, die früh und schon vor der Nobilitierung einen Familienfideikommiss stifteten. Ein Familienvertreter war Johann Heinrich Hiller von Gärtringen. Der Schlossbesitzer ließ 1728 von Georg Friedrich Majer einen Neubau errichten, wobei in der südlichen Hälfte Teile eines Vorgängerbaus einbezogen wurden. Vom Herrenberger Steinmetz Marx Hepp wurde das Portal mit den Wappen der Adelsfamilien Hiller und Preysing geschaffen. Der spätere Generalmajor Johann Eberhard Rudolf Hiller von Gaertringen wuchs hier auf. Sein Nachfahren blieben aktiv in der Gestaltung des Herrensitzes, 1893 wurde seitlich ein Wintergarten angebaut.

In den 1950er Jahren waren dann die Brüder Freiherr Johann Hiller und Freiherr Friedrich Hiller gleichberechtigte Mitinhaber.
Heute befindet sich das Schloss nach wie vor in Privatbesitz.